# Gmina miejska Stari grad
Gmina miejska Stari grad (serb. Gradska opština Stari grad / Градска општина Стари град) – gmina miejska w Serbii, w mieście Belgrad. Stanowi dzielnicę Belgradu. W 2018 roku liczyła 45 253 mieszkańców.